# Lomechusoides poppiusi
Lomechusoides poppiusi (лат.) — вид мирмекофильных жуков-стафилинид из подсемейства Aleocharinae. Назван в честь коллектора типовой серии финского энтомолога Bertil Robert Poppius, работавшего хранителем в Зоологическом музее в Хельсинки.

## Распространение
Якутия (река Лена, несколько ниже слияния с р. Алдан, 62°01′38″N 129°43′55″E, Восточная Сибирь, Россия).

## Описание
Коротконадкрылые жуки, длина около 5 мм. Тело светло-красновато-коричневое, за исключением головы светло-красноватого цвета и коричневых переднего края видимых тергитов II—IV, большей части переднего края видимых тергитов V—VII и большей части переднего края видимых стернитов V—VII коричневого цвета. Брюшко: видимый тергит II плотно пунктирован и сетчатый, видимые тергиты III—IV с плотной и V—VI с редкой пунктировкой и сетчатостью только по заднему краю, видимый тергит VI с мелкой пунктировкой по заднему краю и на латеральных частях, задняя часть лишена пунктировки, VII с пунктировкой по всей поверхности, видимые тергиты II—VIII с неровной микроскульптурой. От близких видов L. chekanovskiyi и L. drobovi таксон L. poppiusi отличается полностью светло-красноватой головой и пронотумом. От L. inflatiformis и L. inflatus он отличается одноцветной переднеспинкой. Вид был впервые описан в 2023 году группой энтомологов из Словакии (Tomáš Jászay, Peter Hlaváč) и Чехии (Petr Baňař).